# Каварцере
Каварцере (італ. Cavarzere, вен. Cavàrzere) — муніципалітет в Італії, у регіоні Венето, метрополійне місто Венеція.
Каварцере розташоване на відстані близько 370 км на північ від Рима, 39 км на південний захід від Венеції.
Населення — 14 404 особи (2014).

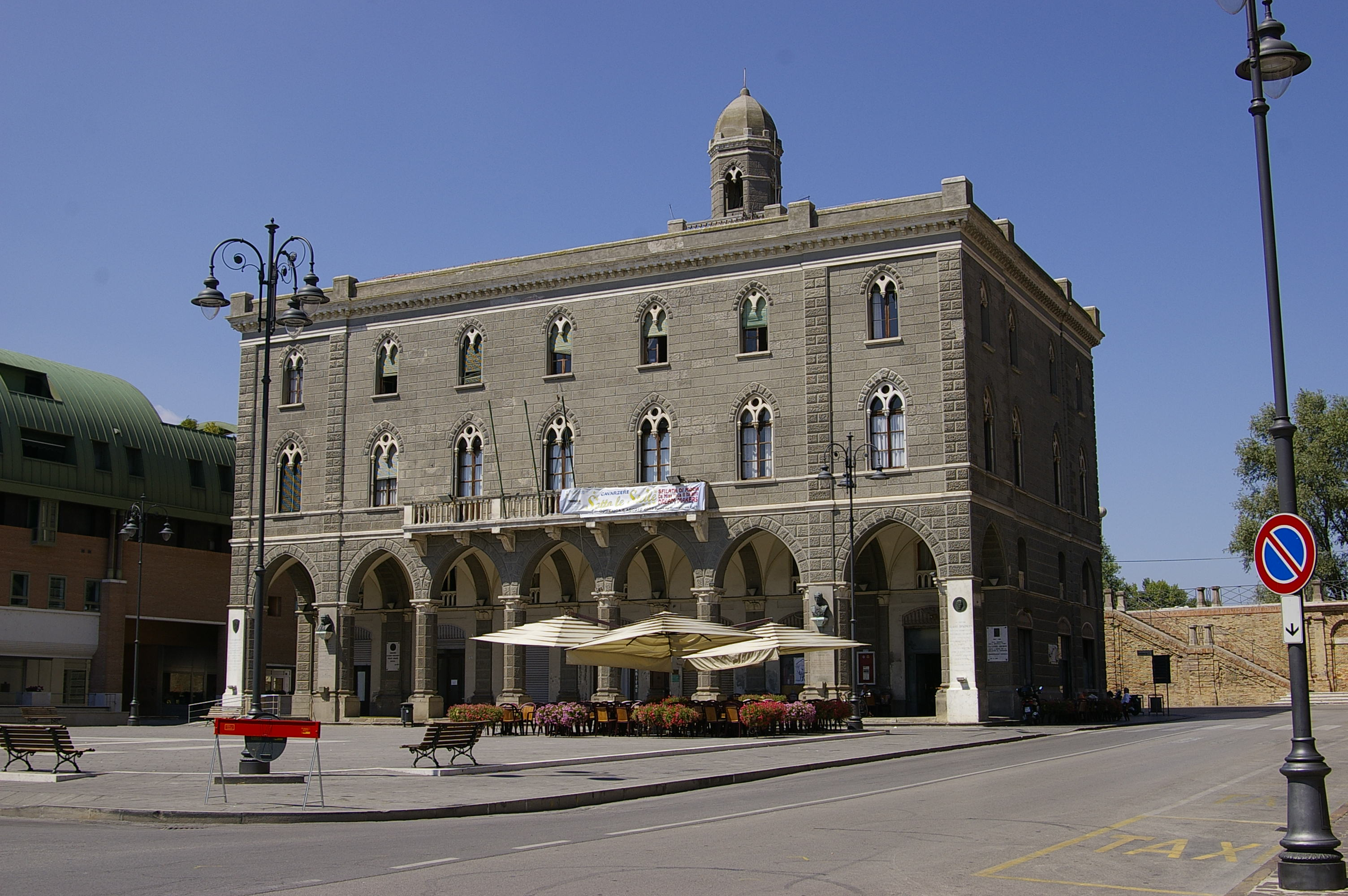

Щорічний фестиваль відбувається 22 листопада та 19 березня. Покровитель — San Mauro di Parenzo.

## Галерея зображень

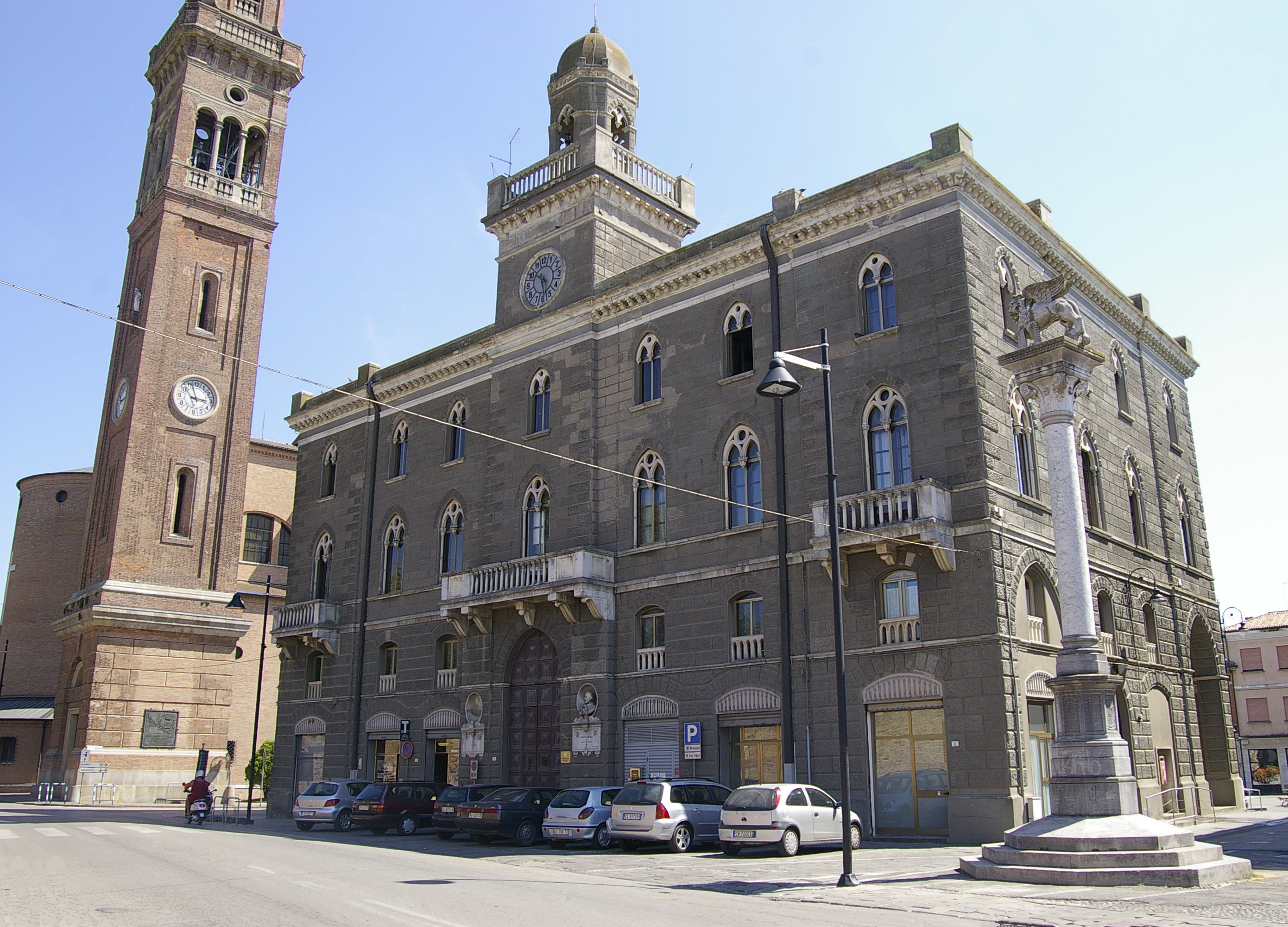
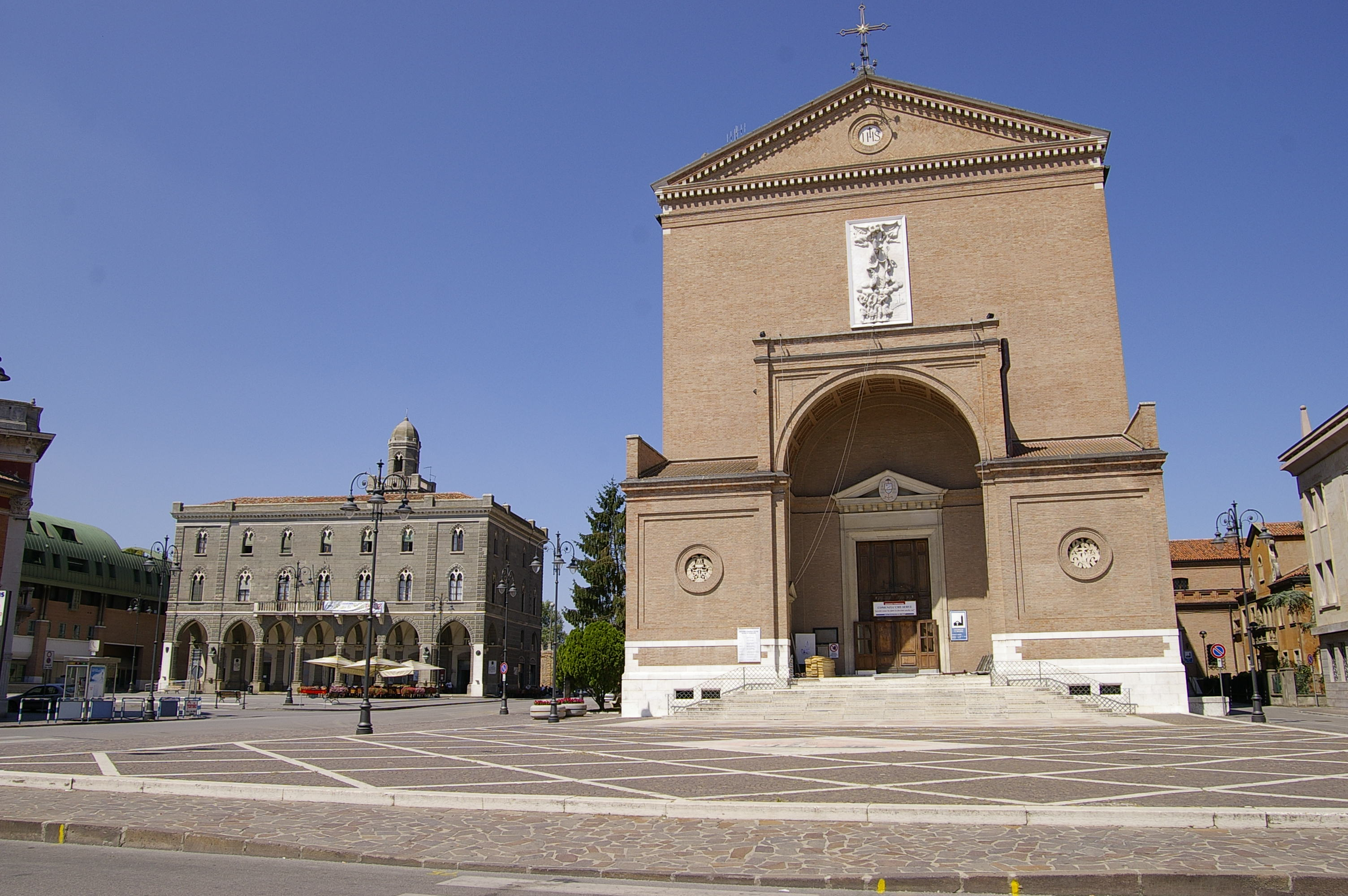
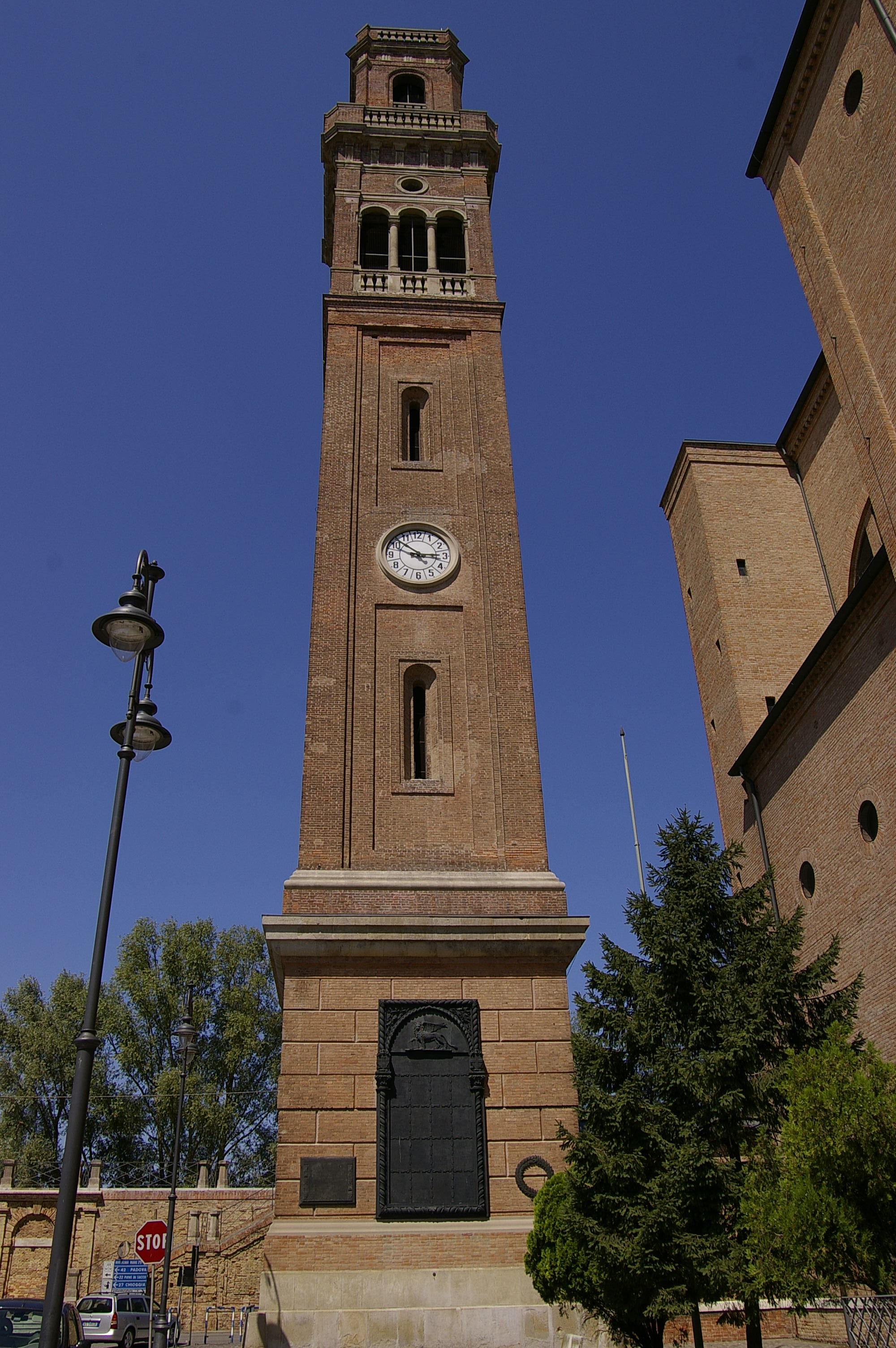
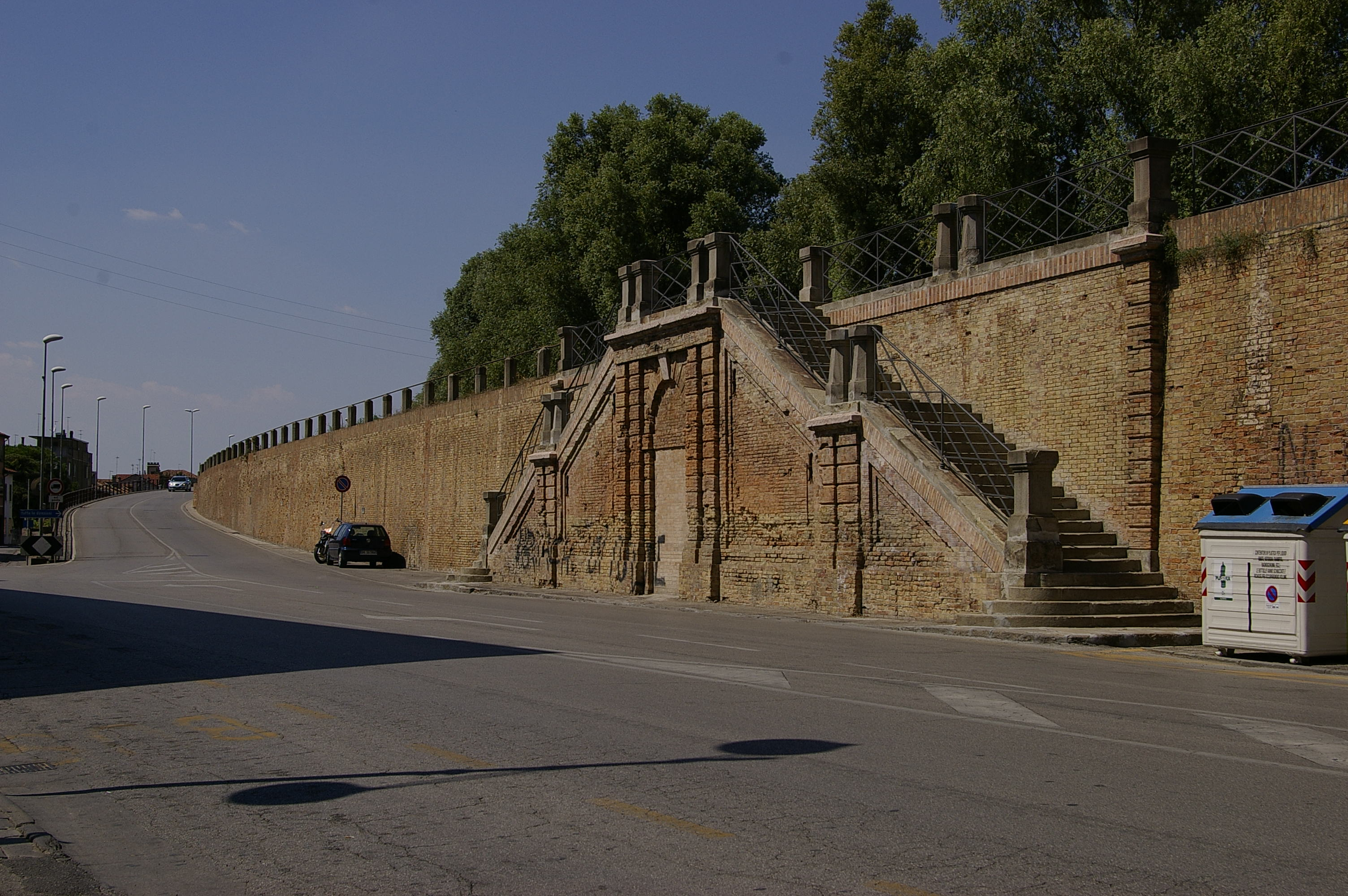
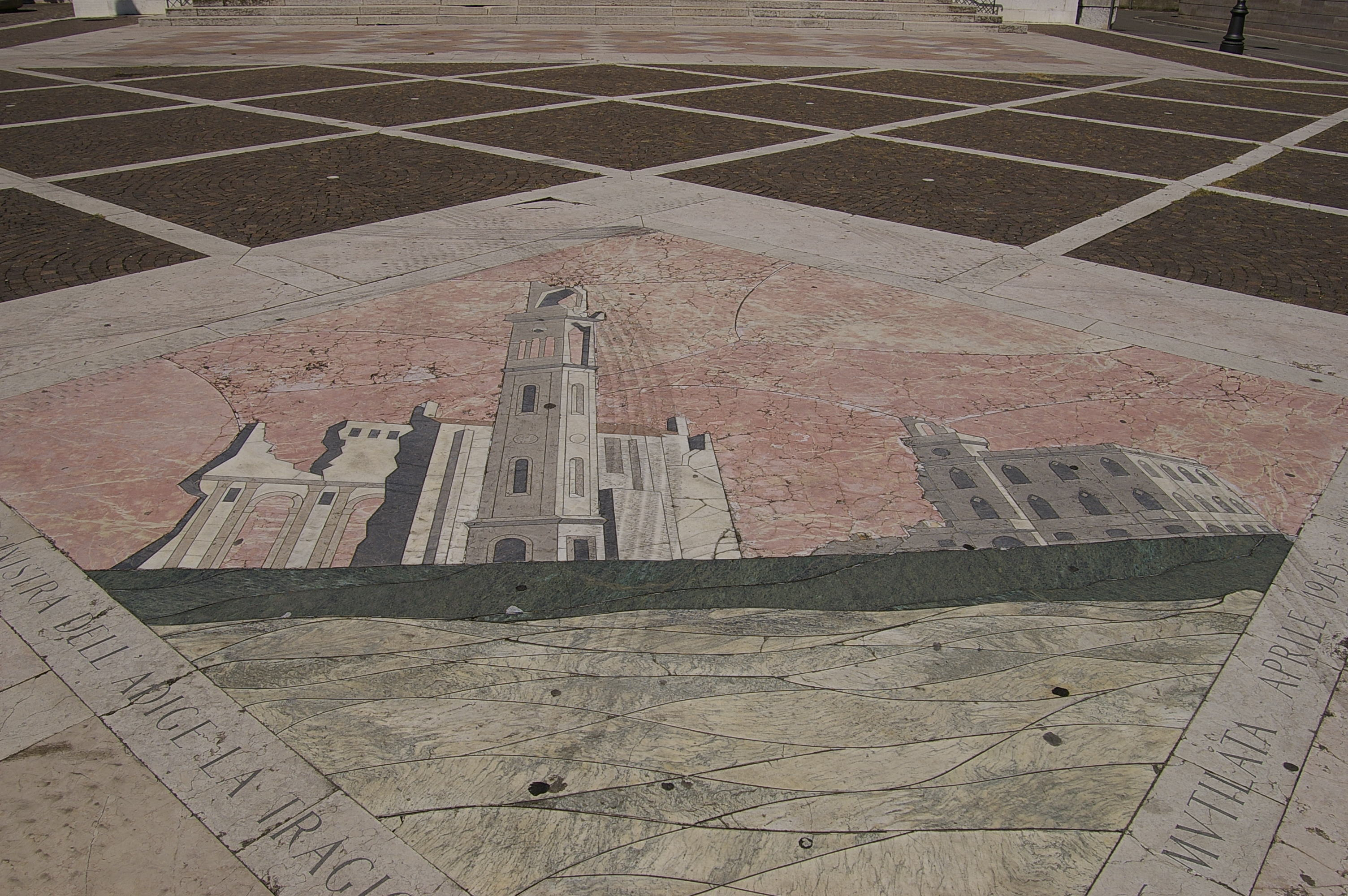
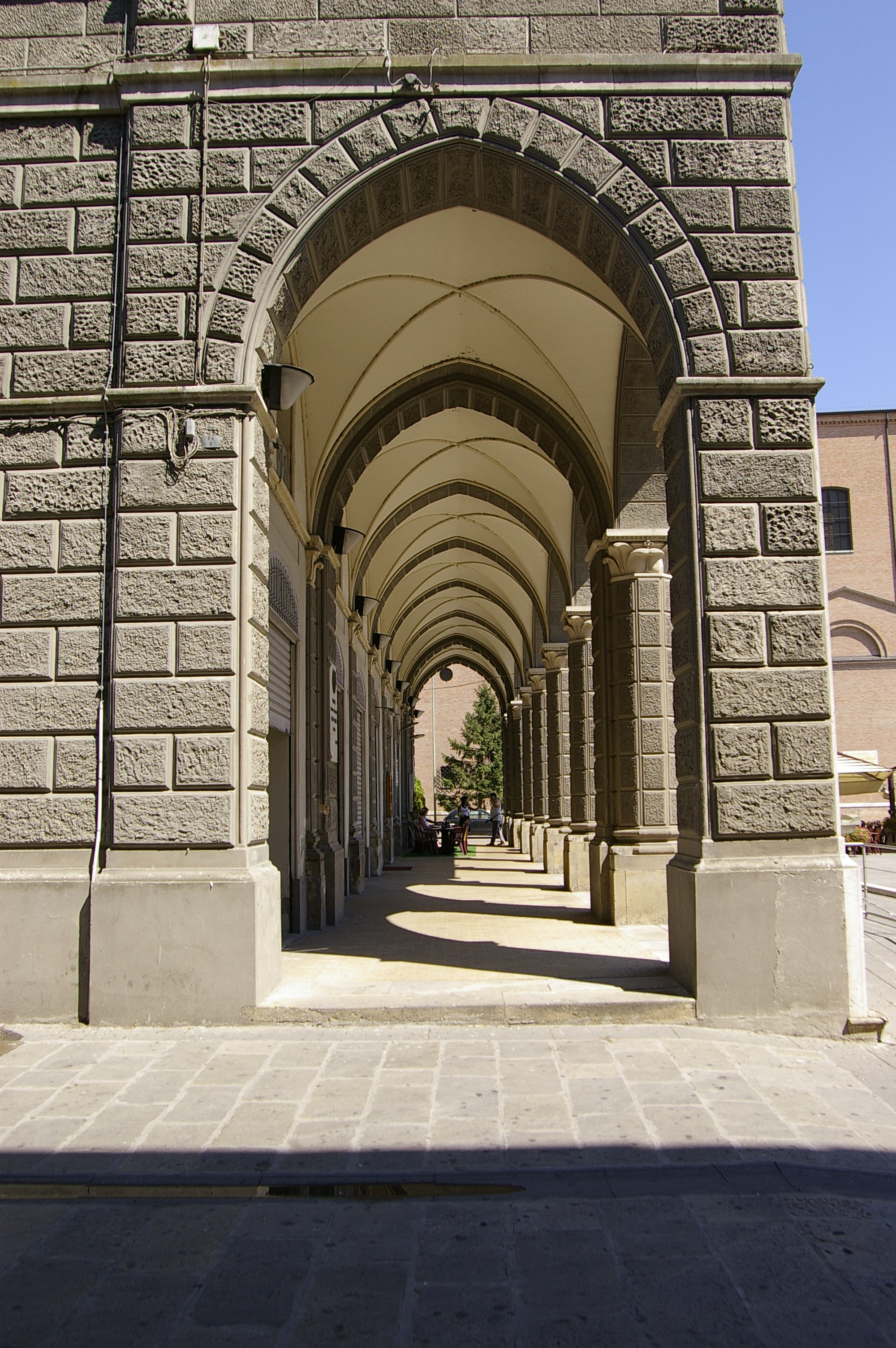

## Демографія
Населення за роками:

Станом на 1 січня 2023 року в муніципалітеті офіційно проживали 1073 іноземці з 48 країн, серед них 156 громадян країн Євросоюзу та 77 громадян України.

## Сусідні муніципалітети
- Адрія
- Анья
- Ангуїллара-Венета
- Кіоджа
- Кона
- Лорео
- Петторацца-Гримані
- Сан-Мартіно-ді-Венецце